# Виборчий округ 81
Виборчий округ 81 — виборчий округ в Запорізькій області. В сучасному вигляді був утворений 28 квітня 2012 постановою ЦВК №82 (до цього моменту існувала інша система виборчих округів). Окружна виборча комісія цього округу розташовується в центрі дитячої та юнацької творчості за адресою м. Токмак, вул. В. Вишиваного, 322.
До складу округу входять місто Токмак, а також Веселівський, Михайлівський, Приазовський, Приморський, Токмацький і Якимівський райони. Виборчий округ 81 межує з округом 185 на заході, з округом 79 на півночі, з округом 82 на північному сході, з округом 78 на сході, обмежений узбережжям Азовського моря на півдні та має всередині округ 80 у вигляді ексклаву. Виборчий округ №81 складається з виборчих дільниць під номерами 230090-230115, 230332-230358, 230451-230523, 230536-230572, 230596-230635, 230782-230808 та 231126.

## Народні депутати від округу
| Ім'я                         | Фото | Партія          | Скликання | Дата набуття повноважень | Дата припинення повноважень |
| ---------------------------- | ---- | --------------- | --------- | ------------------------ | --------------------------- |
| Пшонка Артем Вікторович      |      | Партія регіонів | 7-ме      | 12 грудня 2012           | 27 листопада 2014           |
| Валентиров Сергій Васильович |      | самовисуванець  | 8-ме      | 27 листопада 2014        | 29 серпня 2019              |
| Мельник Павло Вікторович     |      | Слуга народу    | 9-те      | 29 серпня 2019           |                             |

## Результати виборів

### Парламентські

#### 2019
Кандидати-мажоритарники:
- Мельник Павло Вікторович (Слуга народу)
- Валентиров Сергій Васильович (Опозиційна платформа — За життя)
- Каліман Олег Анатолійович (Аграрна партія України)
- Рєпкін Олександр Олександрович (Опозиційний блок)
- Волошина Алла Іванівна (Європейська Солідарність)
- Рєзнік Інна Володимирівна (Свобода)
- Петров Андрій Васильович (Справжні дії)
- Педан Ігор Вікторович (Сила і честь)
- Цвіліховський Олександр Леонідович (самовисування)
- Тищенко Юрій Олексійович (самовисування)
- Шевченко Олександр Романович (самовисування)
- Гаманець Дмитро Миколайович (самовисування)
- Пєєв Михайло Михайлович (самовисування)

#### 2014
Кандидати-мажоритарники:
- Валентиров Сергій Васильович (самовисування)
- Рєпкін Олександр Олександрович (самовисування)
- Волков Олександр Миколайович (Блок Петра Порошенка)
- Дудка Віктор Іванович (Батьківщина)
- Швець Дмитро Васильович (самовисування)
- Морозов Анатолій Петрович (Комуністична партія України)
- Райков Андрій Григорович (Сильна Україна)
- Іванусь Сергій Лукич (самовисування)
- Волков Олександр Олександрович (самовисування)
- Грицаєнко Ігор Миколайович (Радикальна партія)
- Мороз Дмитро Анатолійович (самовисування)
- Смоляченко Володимир Володимирович (самовисування)
- Аліфанов Павло Валерійович (самовисування)
- Вербицький Іван Олександрович (самовисування)
- Орлов Ігор Анатолійович (самовисування)
- Кохненко Євген Сергійович (самовисування)

#### 2012
Кандидати-мажоритарники:
- Пшонка Артем Вікторович (Партія регіонів)
- Морозов Анатолій Петрович (Комуністична партія України)
- Матвієнко Валерія Валеріївна (Батьківщина)
- Мазур Тарас Борисович (УДАР)
- Кирилюк Олег Павлович (самовисування)

## Явка
Явка виборців на окрузі: